# Campion

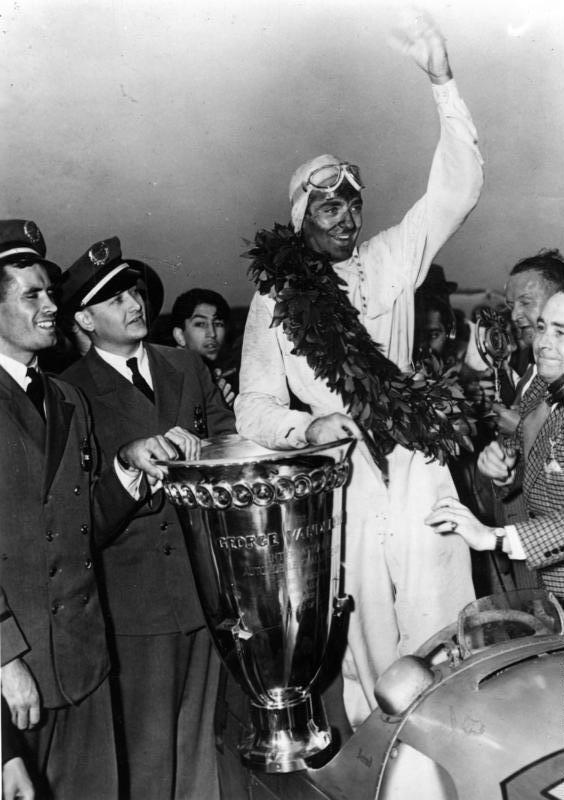
Campion

Campion este denumit în general persoana sau echipa care cucerește primul loc într-un campionat, o competiție sportivă, câștigătorii acestea din urmă pot să fie:
- campioni olimpici
- campioni paraolimpici
- campioni naționali
- campioni europeni sau
- campioni mondiali

Termenul de campion derivă din limba latină (lat. campus - câmp de bătălie). Câștigătorului concursului i se atribuie titlul care este atestat de o diplomă, însoțit de o medalie sau o cupă, cupele se acordă frecvent în competițiile organizate pe echipe.
În evul mediu era numit de o damă, campion, cavalerul care câștiga turnirul.